# Сінкоку-Мару
«Сінкоку-Мару» — судно, яке під час Другої світової війни взяло участь у операціях японських збройних сил на Маршаллових островах.

## Передвоєнна історія
Сінкоку-Мару спорудили в 1940 році на верфі Osaka Iron Works у Інношимі на замовлення компанії Naigai Kisen.
18 лютого 1942-го судно реквізували для потреб Імперського флоту Японії.

## Перші рейси
9 березня 1942-го Сінкоку-Мару вирушило з у Такао (наразі Гаосюн на Тайвані), маючи на борту вантаж авіабомб. У наступні кілька місяців воно відвідало Сінгапур, Сабанг (Суматра), Бангкок, Сайгон (наразі Хошимін у В'єтнамі) та 29 квітня повернулось до Такао.
5 травня 1942-го судно прибуло до японського порту Сасебо.

## Рейси на Маршаллові острови
9 травня 1942-го Сінкоку-Мару полишило Сасебо, відвідало Тініан та Сайпан (Маріанські острови), а 26 травня прибуло на Маршаллові острови до атола Малоелап. До кінця місяця воно також побувало на атолі Джалуїт, а в червні вже було в Японії, де отримало захисне озброєння.
Не пізніше другої половини липня Сінкоку-Мару знову було на Маршаллових островах, де здійснило цілий ряд рейсів та відвідало (деякі не по одному разу) атоли Кваджелейн, Вотьє, Мілі, Малоелап та Джалуїт. 13 вересня судно прибуло в японський порт Йокосука.
4 жовтня 1942-го Сінкоку-Мару вийшло з Йокосуки в новий рейс до Мікронезії. Наступної доби за чотири сотні кілометрів від виходу з Токійської затоки його перехопив підводний човен USS Trigger, командир якого спершу прийняв Сінкоку-Мару за невеликий транспорт. Trigger сплив та спробував примусити судно до зупинки вогнем з кулемета, проте з Сінкоку-Мару відкрили артилерійський вогонь і довернули, щоб таранити підводний човен. Останній занурився і дав залп із двох торпед. Оскільки на Trigger чули один вибух, човен сплив і знову наразився на вогонь з транспорту. Після повторного занурення з Trigger випустили три торпеди, проте не змогли уразити ціль. У цьому зіткненні Сінкоку-Мару зазнав лише дрібних пошкоджень і попрямував далі, а в середині жовтня був уже на Маршаллових островах.
У середині лютого 1943-го Сінкоку-Мару перейшов з атола Джалуїт на Кваджелейн, а 18 лютого вирушив звідси на Сайпан. Більше про судно відомостей не надходило. Ймовірно, саме Сінкоку-Мару стало жертвою американського підводного човна USS Halibut, який здійснив атаку 20 лютого в районі за п'ять сотень кілометрів на північний захід від атола Еніветок.